# Lijst van beelden in Veghel
Dit is een (onvolledige) chronologische lijst van beelden in Veghel. Onder een beeld wordt hier verstaan elk driedimensionaal kunstwerk in de openbare ruimte van de voormalige Nederlandse gemeente Veghel, waarbij beeld wordt gebruikt als verzamelbegrip voor sculpturen, standbeelden, installaties, gedenktekens en overige beeldhouwwerken.
Voor een volledig overzicht van de beschikbare afbeeldingen zie: Beelden in Veghel op Wikimedia Commons.
| Geplaatst  | Omschrijving                    | Kunstenaar                       | Straat                                                                                              | Plaats   | Materiaal        | Afbeelding         |
| ---------- | ------------------------------- | -------------------------------- | --------------------------------------------------------------------------------------------------- | -------- | ---------------- | ------------------ |
| 1862 ?     | Christus en 12 apostelen        | Atelier Cuypers-Stoltzenberg     | Deken van Miertstraat                                                                               | Veghel   |                  |                    |
| 1901       | Sint-Cecilia                    |                                  | Voorgevel voormalig klooster, Pastoor Clercxstraat                                                  | Zijtaart |                  |                    |
| 1912       | Antonius van Padua (relief)     |                                  | Antoniusstraat                                                                                      | Keldonk  |                  | Antonius van Padua |
| 1922       | Heilig Hartbeeld (Zijtaart)     | Jan Custers                      | Pastoor Clercxstraat                                                                                | Zijtaart |                  |                    |
| 1924       | Heilig Hartbeeld (Eerde)        | Jan Custers                      | Esdonkstraat                                                                                        | Eerde    |                  |                    |
| 1936       | Heilig Hartbeeld (Erp)          | Wim Harzing                      | Kerkstraat                                                                                          | Erp      | Franse kalksteen |                    |
| 1924       | Heilig Hartbeeld (Veghel)       | August Falise                    | Heilig Hartplein                                                                                    | Veghel   | brons            |                    |
| 1949       | De Baadster                     | Theo Dobbelman                   | Burg. de Kuyperlaan                                                                                 | Veghel   |                  |                    |
| 1950       | Kruisbeeld                      |                                  | Veghelsedijk / Voorbolst                                                                            | Erp      |                  |                    |
| 1959       | Airborne-monument (Kangoeroe)   | Niel Steenbergen                 | Kolonel Johnsonstraat, Markt                                                                        | Veghel   |                  |                    |
| 1962       | Samenwerking                    | Jacques Kreijkamp                | H. Hartplein Rotonde                                                                                | Veghel   | brons            |                    |
| 1962       | Watoesi rund                    | Hein Koreman                     | De Amert 606 (oorspronkelijke locatie: Pater van den Elsenlaan)                                     | Veghel   | brons            |                    |
| 1968       | Edith Stein                     | Joop Puntman                     | R.K. Basisschool Edith Stein                                                                        | Zijtaart |                  |                    |
| 1976       | Monumentaal kunstwerk           | Theo Besemer & Martin van Opdorp | Stadhuis/busstation (oorspronkelijke locatie: Meijerijplein)                                        | Veghel   | steen, staal     |                    |
| 1977       | Handje klap                     | Niek van Leest                   | Kalverstraat, centrum                                                                               | Veghel   |                  |                    |
| 1978       | De ontmoeting                   | Kees Verkade                     | Molenwieken                                                                                         | Veghel   |                  |                    |
| 1980       | (man en vrouw)                  | Jits Bakker                      | Kloosterhof                                                                                         | Boerdonk |                  |                    |
| 1981       | Dr ir H. J. (Henk) Mathot       | Frank Letterie                   | voorheen in hal hoofdkantoor CHV / Cehave Landbouwbelang, thans in particuliere collectie te Veghel | Veghel   |                  |                    |
| 1981       | Dame bij Moedersgat             | Theo Dobbelman                   | Burgemeester de Kuijperlaan                                                                         | Veghel   |                  |                    |
| 1984       | Bloemenmeisje                   | Peter Kusters                    | Sluisstraat                                                                                         | Veghel   | hardsteen        |                    |
| 1984       | Vuur en Vlam                    |                                  | Politiebureau/brandweerkazerne                                                                      | Veghel   |                  |                    |
| 1986       | Vrouw met uil                   | Ruud Ringers                     | Den Uil                                                                                             | Erp      |                  |                    |
| 1987       | Oermens                         | Anet van de Elzen                | Hertog Janplein                                                                                     | Erp      |                  |                    |
| 1988       | Betonstamper                    | Toon Grassens                    | M.B.I.                                                                                              | Veghel   |                  |                    |
| 1990       | De Kanaalgraver                 | Niek van Leest                   | Antoniusstraat                                                                                      | Keldonk  | brons            |                    |
| 1990       | Onder moeders vleugels          | Marga Brey                       | Paus Joanneslaan                                                                                    | Erp      | beton            |                    |
| 1990       | Paard                           | Harry Storms                     | Kerkstraat / Rooyakker                                                                              | Erp      |                  |                    |
| 1991       | Watersteen                      | Ewerdt Hilgemann                 | Reigerdonk (bij het complex Watersteeg)                                                             | Veghel   |                  |                    |
| 1991       | Dansend echtpaar                | Hans Braakhuis                   | Molenstraat                                                                                         | Veghel   |                  |                    |
| 1994       | Veteranenmonument               |                                  | Kolonel Johnsonstraat                                                                               | Veghel   |                  |                    |
| 1994       | Gezin                           | Harry Boley                      | Busselbundersweg 1                                                                                  | Veghel   | kunststof        |                    |
| 1996       | De mantel                       | Ron van de Ven                   | Burg. de Kuyperlaan                                                                                 | Veghel   |                  |                    |
| 1997       | Twee boerenkinderen             | Toon Grassens                    | Pastoor Clercxstraat                                                                                | Zijtaart |                  |                    |
| 2000       | Boom en bron                    | Anet van de Elzen                | Stadhuisplein                                                                                       | Veghel   |                  |                    |
| 2000       | Moeder en kinderen              | Jits Bakker                      | Wiekslag                                                                                            | Veghel   |                  |                    |
| 2002       | Fanfare St. Cecilia (1902-2002) | Ankie Binrie                     | Kerkplein, Pastoor Clercxstraat                                                                     | Zijtaart |                  |                    |
| 2005       | Bonfire                         | Toon Grassens                    | Veghelsedijk                                                                                        | Erp      |                  | Bonfire, Erp       |
| 2006       | De Corridor                     | Jan van Hoof                     | Corridor, De Dubbelen                                                                               | Veghel   | staal            |                    |
| 2006       | Vlas en graan                   | Harry van Liempd                 | Vlas en graan                                                                                       | Veghel   |                  |                    |
| 2005<>2016 | (sculptuur)                     | Personeel WDP bedrijf            | Hoogven                                                                                             | Erp      | staal            |                    |
| 2011       | Sint-Cecilia                    | Margriet Kemper                  | Binnenplein voormalig klooster, Pastoor Clercxstraat                                                | Zijtaart |                  |                    |
|            | Franciscus van Assisi           |                                  | Pastoor van Schijndelstraat (kloostertuin)                                                          | Boerdonk | cortenstaal      |                    |
| 2018       | Pastoor van Schijndel monument  | Marc Smits                       | Pastoor van Schijndelstraat (kloostertuin)                                                          | Boerdonk | cortenstaal      |                    |
| 2018       | Zusters van Boerdonk            | Marc Smits                       | Pastoor van Schijndelstraat (kloostertuin)                                                          | Boerdonk | cortenstaal      |                    |